# محمد محمود رياض
دبلوماسي مصري شغل منصب وزير دولة للعلاقات الخارجية من 1975 ألي 1977 في عهد الرئيس أنور السادات. من مواليد القاهرة في يناير 1924 وتوفى في سبتمبر 1981.